# Google Calendar
Google Agenda é um serviço de agenda e calendário on-line oferecido gratuitamente pela empresa Google. Disponível em uma interface web, é possível adicionar, controlar eventos, compromissos, compartilhar a programação com outras pessoas, agregar à sua agenda diversas agendas públicas, entre outras funcionalidades.
No ar desde 13 de abril de 2006, esteve em fase beta, ou seja, em versão teste, até julho de 2009.
Como a maioria dos serviços da Google, só pode acessá-lo quem tem uma conta no Google. Um endereço de email no Gmail é suficiente.